# Alfred Straßweg
Alfred Strassweg (né le 21 mai 1902 à Wermelskirchen et mort le 24 novembre 1997 dans la même ville) est un homme politique allemand (NSDAP).

## Biographie

### 1902 à 1945
De 1908 à 1916, Straßweg étudie à l'école primaire de sa ville natale. Après la Première Guerre mondiale, il y entame une formation de peintre décorateur, qu'il complète en 1923 en passant l'examen de compagnon. Depuis le 20 juillet 1926, il dirige une entreprise de peinture et de décoration en tant qu'indépendant. Il abandonne cependant cette activité le 23 mai 1933, après la prise de pouvoir par les nationaux-socialistes, pour devenir fonctionnaire à plein temps du NSDAP. Il passe néanmoins son examen de maîtrise le 17 juillet 1937 à Düsseldorf avec la mention bien. En tant que sous-officier dans une compagnie de propagande, Straßweg est membre de la Wehrmacht d'août 1940 à novembre 1941. Avec l'attaque contre l'Union soviétique en juin 1941, il est transféré sur le front de l'Est. Il en revient en novembre de la même année.

### 1945 à 1997
À la fin de la guerre, Straßweg est interné en avril 1945. Il passe sa détention jusqu'à la publication du verdict de la 9e chambre du tribunal correctionnel de Bielefeld le 19 juin 1948, entre autres au camp d'internement d'Eselheide (de). Le jury le condamne à un an et neuf mois de prison, en raison de la période d'internement, cet emprisonnement est considéré comme purgé. Au moment de son libération, il travaille comme ouvrier dans une entreprise de génie civil. Le 13 décembre 1949, la commission de dénazification du district de Düsseldorf classe Straßweg dans la catégorie III (moins chargé). Quelques jours auparavant, le 4 décembre 1949, le parquet de Wuppertal a ouvert une enquête pour crimes contre l'humanité (participation au pogrom contre les juifs en novembre 1938 à Wuppertal), mais celle-ci est classée dès le 12 mai 1950. Par la suite, il vit à Wermelskirchen en tant que peintre en bâtiment.

### Activité politique
À 23 ans, Strassweg adhère au NSDAP le 1er novembre 1925 (numéro d'adhérent 21.696). Il assume une première fonction en 1926/1927 en tant que responsable du groupe local de Wermelskirchen. En 1928, il devient commissaire du Gau dans le "Bergisches Land". Mais cela a encore un caractère plutôt formel. En novembre 1929, il obtient un mandat de conseiller municipal au conseil de Wermelskirchen et au conseil d'arrondissement de la région Rhin-Wupper. Plus tard, il devient également membre du comité d'arrondissement. Pour la circonscription électorale 22, Strassweg siège au parlement de l'État prussien de mai 1932 à 1933 et au Reichstag de novembre 1933 jusqu'à la fin de la guerre.
Avec la division des Gau en arrondissements, Strassweg occupe le poste de poste de chef d'arrondissement dans le « arrondissement de Bergisch-Land ». Parallèlement, de septembre 1934 à juin 1936, il occupe la fonction d'inspecteur de district pour le district de Düsseldorf sur la rive droite du Rhin, à l'exception de la ville de Düsseldorf elle-même. En avril 1935, il est également chargé de mission du NSDAP pour l'arrondissement de Rhein-Wupper, Solingen et Remscheid. La direction du district de Solingen est confiée à Strassweg du 1er janvier 1936 au 21 mai 1937 et celle du district de Wuppertal à partir du 21 mai 1937. Il occupe ce poste jusqu'à la fin de la guerre. Son siège officiel à Wuppertal est à la Villa Frowein (de).
L'autobiographie de Straßweg est publiée en 2017 dans une version commentée : « Je choisirais à nouveau le NSDAP ! « – Les notes autobiographiques accompagnées de manière critique du chef de district Wuppertal NSDAP Alfred Straßweg Vers 1980, Straßweg déclare qu'il rejoindrait encore et encore le NSDAP.

## Prix
- Insigne d'honneur en or du NSDAP[2]
- Croix du Mérite de guerre de 1re classe[2]
- Récompense de service du NSDAP (de) en bronze, argent et or[2]